# Филозофски факултет Универзитета у Београду
Филозофски факултет је високошколска установа Универзитета у Београду. Модерна је друштвено-образовна установа која се прилагођава актуелним образовним трендовима широм света. Најстарији је факултет Универзитета у Београду. Био је један од факултета приликом оснивања Велике школе 1863. године, као и приликом оснивања Универзитета у Београду 1905.

## Историја
Из Филозофског факултета се 1947. издвојио Природно-математички факултет, а 1960. и Филолошки факултет.
Филозофски факултет има 255 сарадника у настави, а на њему студира око 6000 студената на свим нивоима, од основних до докторских студија. Настава се одвија у оквиру десет студијских група - филозофија, социологија, психологија, педагогија, андрагогија, етнологија и антропологија, историја, историја уметности, археологија и класичне науке. Неке од студијских група имају традицију дужу од једног века и познате су и признате у свету. Примарни циљ је стварање високообучених кадрова за радове и истраживачке пројекте из области друштвено-хуманистичких наука.
На Филозофском факултету се одржавају трибине и спортска такмичења, промовишу се нове књиге и одржавају стручни и научни скупови.
На платоу испред зграде Филозофског факултета налазе се римске терме и затрпано археолошко налазиште које је описано 1970-их.

## Одељења
Филозофски факултет има десет одељења:
- андрагогија
- археологија
- етнологија и антропологија
- историја
- историја уметности
- класичне науке
- педагогија
- психологија
- социологија
- филозофија

## Научни центри
Филозофски факултет у свом саставу има и следеће научне јединице:
- Институт за историју уметности
- Институт за педагогију и андрагогију
- Институт за психологију
- Институт за социолошка истраживања
- Институт за филозофију
- Центар за етнолошка и антрополошка истраживања
- Центар за кипарске студије
- Центар за теоријску археологију
- Археолошка збирка

## Декани
Декани овог факултета од 1905. били су:
- 1905/06 - Богдан Поповић
- 1906-1908 - Светолик Радовановић
- 1908/09 - Михаило Петровић Алас
- 1909-1913 - Ђорђе Станојевић
- 1913/14 - Драгољуб Павловић, затим Ђорђе Станојевић
- 1918/19 - Сима Лозанић
- 1919/20 - Живојин Ђорђевић
- 1920-1923 - Никола Вулић
- 1923-1926 - Владимир К. Петковић
- 1926/27 - Милутин Миланковић
- 1927/28 - Милош Тривунац (зимски семестар), Недељко Кошанин (летњи семестар)
- 1928-1930 - Милорад Поповић
- 1930-1933 - Веселин Чајкановић
- 1933/34 - Владимир Ћоровић
- 1934/35 - Владимир Ћоровић (зимски семестар), Миливоје С. Лозанић (летњи семестар)
- 1935-1937 - Миливоје С. Лозанић
- 1937-1939 - Никола Поповић
- 1939/40 - Никола Поповић (зимски семестар), Милош Тривунац (летњи семестар)
- 1940/41 - Милош Тривунац
- 1945/46 - Јован Томић
- 1946/47 - Љубиша Глишић (зимски семестар), Душан Недељковић (летњи семестар)
- 1947-1949 - Душан Недељковић
- 1949/50 - Михаило Стевановић
- 1950/51 - Михаило Динић
- 1951/52 - Борислав Стевановић
- 1952-1954 - Боривоје Дробњаковић
- 1954/55 - Миодраг Ибровац
- 1955/56 - Никола Банашевић
- 1956/57 - Боривоје Дробњаковић
- 1957/58 - Георгије Острогорски
- 1958/59 - Војислав М. Ђурић
- 1959/60 - Драгољуб Павловић
- 1960-1962 - Јорјо Тадић
- 1962-1964 - Иван Божић
- 1966/67 - Михаило Марковић
- 1971-1973 - Дејан Медаковић[6]
- 1974-1975 - Сима Ћирковић
- 2007-2009 - Александар Костић
- 2009-2012 - Весна Димитријевић
- 2012-2015 - Милош Арсенијевић
- 2015-2017 - Војислав Јелић[7]
- 2017-2018 - Данијел Синани, в. д.[8][9]
- 2021-202? - Данијел Синани[10]

Декани су били и Душан Савићевић, Иван Штајнбергер, Иван Максимовић, Живан Лазовић, Марица Шупут

## Познати дипломанти
- Мира Адања Полак, слободни продуцент, новинар и водитељ
- Мехди Бардхи, оснивач Института за албанологију у Приштини
- Алојз Бенац, председник Академије наука и уметности Босне и Херцеговине (1977-1981)
- Гани Боби, албански филозоф и социолог
- Милан Будимир, српски класичар
- Милош Н. Ђурић, српски класичар
- Миодраг Булатовић, црногорски српски романсијер и драматург
- Бранко Ћопић, југословенски писац
- Бора Ћосић, српски и хрватски писац
- Зијо Диздаревић, босански прозаик
- Зоран Ђинђић, председник Владе Србије (2001–2003)
- Рајко Ђурић, српски ромски писац
- Јелена Генчић, српски тениски тренер
- Триво Инђић, саветник председника Србије (2004–2012)
- Жарко Кораћ, потпредседник Владе Србије (2001—2004)
- Десанка Ковачевић Којић, српска историчарка
- Соња Лихт, председница Београдског фонда за политичку изузетност (2003-данас)
- Сима Лозанић, први ректор Универзитета у Београду
- Десанка Максимовић, српска песникиња
- Мирослав Марковић Марле, филолог и универзитетски професор
- Симо Елаковић, српски филозоф и економиста
- Михаило Марковић, српски филозоф
- Драгољуб Мићуновић, српски политичар и филозоф
- Никола Милошевић, српски писац и политички филозоф
- Драгослав Митриновић, српски математичар
- Васко Попа, српски песник румунског порекла
- Тома Поповић, српски историчар
- Небојша Радмановић, председник Босне и Херцеговине (2008–2009)
- Шербо Растодер, црногорски бошњачки филозоф и историчар
- Владислав Ф. Рибникар, оснивач Политике, најстаријег српског листа
- Вељко Рус, словеначки филозоф и политичар
- Љубодраг Симоновић, српски филозоф, писац и пензионисани кошаркаш
- Богољуб Шијаковић, министар вера Србије (2008–2012)
- Борис Тадић, председник Србије (2004–2012)
- Љубомир Тадић, један од оснивача Демократске странке у Србији
- Љубодраг Димић, српски историчар и универзитетски професор
- Лепа Млађеновић, српска феминисткиња и лезбејска активисткиња
- Здравко Диздар, хрватски историчар
- Милоје Грбин, српски социолог и песник

## Галерија
- Улаз на Филозофски факултет
- Споменик Петра II Петровића Његоша испред факултета
- Поглед са факултета
- Поглед са факултета на Капетан Мишино здање
- Унутрашњост факултета
- Други спрат факултета
- Табла са називом факултета
- Табла са називом факултета
- Други спрат факултета
- Филозофски факултет
- Филозофски факултет